# 舒克里·库瓦特利
舒克里·库瓦特利（阿拉伯语：شكري القوتلي，1891年5月6日—1967年6月30日）1943年—1949年和1955年—1958年两次担任叙利亚总统。

## 早年
库瓦特利1892年出生于大马士革。后移居伊斯坦布尔，并进入穆卢基学院（Muluki Academy）。在返回大马士革后，他在奥斯曼帝国政府任职。

## 政治生涯
库瓦特利作为一个年轻人，他参加了地下反土耳其奥斯曼的“法塔特”组织，在叙利亚积极反对土耳其统治。1916年被土耳其当局逮捕入狱。在狱中因受到恶劣的折磨，他担心暴露法塔特组织首脑身份，割腕自杀，但在最后一分钟他的朋友和同事艾哈迈德·卡德里博士（Dr Ahmad Qadri）拯救了他。第一次世界大战结束后他被释放，成为一个公务员。1920年7月当法国被国际联盟授权宣布托管叙利亚时，库瓦特利又被判处死刑。
他逃到埃及，后又到了日内瓦，流亡期间他和一群来自叙利亚、黎巴嫩和巴勒斯坦流亡的民族主义者参与建立了叙利亚-巴勒斯坦国会。他在1924年返回叙利亚，1925～1927年参加叙利亚反法武装起义，起义失败后，他再次流亡伊拉克。1932年大赦时回国。
库瓦特利在1930年代成为一个阿拉伯联盟政党——民族集团成员，反对法国统治。他是叙利亚共和国第一任总统哈希姆·阿塔西的助理和忠实信徒，逐渐成为民族集团的高级领导人。
1936年库瓦特利当选为议会议员，并担任国防和财政部长。1939年初由于法国议会拒绝批准1936年法叙条约，阿塔西为反对法国继续干预叙利亚，在1939年辞去总统职务，库瓦特利也随同辞去政府职务。
1940年库瓦特利成为民族集团的领导人。在1943年7月举行的总统选举中，库瓦特利当选为叙利亚总统。1944年9月参加签订旨在成立阿拉伯国家联盟的《亚历山大议定书》。在他的领导下，1945年初叙利亚加入同盟国，对德宣战。他积极要求与法国重新订立条约，结束法国对叙利亚二十多年的控制，最后在英国人的帮助下完成，到1946年所有外国军队撤离，叙利亚成为一个独立的主权国家。1947年，他颁布了一项宪法修正案，修改了总统只能有一个任期的限制，并在1948年再次当选。
1948年，因为库瓦特利暗中利用伪装的以色列任击败阿拉伯军队，引发民众和军方不满，1949年3月发生军事政变（据称由中情局支持），库瓦特利被免除职务，经过短暂的监禁，流亡埃及。政变领导人胡斯尼·扎伊姆成为政府领袖，此后一系列的政变使叙利亚陷入动荡不堪中。
1955年，在哈希姆·阿塔西的自由选举口号支持下，作为民族党领袖的库瓦特利再次当选为总统。但此时他的职位只是礼仪性的国家元首，对叙利亚国内政治几乎没有影响。而泛阿拉伯民族主义已经席卷叙利亚，库瓦特利的政府分别同埃及和沙特阿拉伯缔结共同防御条约。1956年11月叙利亚政府为支援埃及抗击英、法和以色列的侵略，断绝了与英、法的外交关系，并切断伊拉克石油公司的油管。1958年2月，叙利亚与埃及合并为阿拉伯联合共和国埃及总统加麦尔·阿卜杜勒·纳赛尔担任阿联首脑。1959年，他与纳赛尔发生争执，再次被迫流亡。这标志着他的政治生涯的结束。同年，库瓦特利移居黎巴嫩。1967年6月30日卒于贝鲁特，叙利亚当局最初几乎拒绝让他的尸体埋葬在国内，最终他在奢华的国葬后被埋葬在大马士革。
库瓦特利在被推翻时迪恩·辛顿当时正在美国公使馆工作，坚持他的反对政变观点道：“最愚蠢、最不负责任的的行动不是我们这样的外交任务可以本身参与的，我们已经开始一系列的这些东西，将永远不会结束。”结果辛顿被逐出密谋策划者的集团并被排斥。